# Huân chương Dũng cảm (Serbia 1912)
Huân chương dũng cảm của Vương quốc Serbia được xác lập ngày 14 tháng 11 năm 1912, trao cho những người thể hiện lòng dũng cảm xuất sắc trên chiến trường trong Chiến tranh Balkan lần thứ nhất chống lại Đế quốc Ottoman. Huân chương được vua Serbia tự quyết trao tặng hoặc theo đề xuất của Bộ trưởng Bộ Chiến tranh, các Tư lệnh Lục quân và Tư lệnh quân đoàn. Với hai hạng Vàng và Bạc tồn tại khoảng thời gian ngắn ngủi, một số binh sĩ, sĩ quan trong Quân đội Vương quốc Serbia đã được tặng thưởng huân chương này.
Huân chương được nhà điêu khắc Đorđe Jovanović sáng tạo theo phong cách hiện thực hàn lâm. Đặc biệt là Huân chương Vàng có giá trị thẩm mỹ rất lớn trong giới nghiên cứu đồ trang trí Serbia. Giấy khen đi kèm được kiến trúc sư Milosav Stojadinović đặt ra theo các nguyên tắc chuẩn thiết kế huân chương.
Hầu hết các nhà nghiên cứu cho rằng thời gian trao tặng huân chương không dài, chỉ khoảng sáu tháng. Một số nguồn tư liệu khác thì nói huân chương vẫn tiếp tục được trao tặng sau Chiến tranh Balkan lần thứ nhất. Nguyên nhân thường đề cập là hình trang trí trên huân chương Vàng không được ưa chuộng thậm chí gây bất tiện, nên sau 6 tháng, cả hai hạng Vàng và Bạc đều được thay thế bằng huân chương Dũng cảm mới lấy tên anh hùng Serbia Miloš Obilić.

## Ra đời
Khi Chiến tranh Balkan lần thứ nhất bùng nổ năm 1912, Serbia liên minh với các nước Kitô giáo khác ở Balkan chống lại Đế quốc Ottoman. Nảy sinh nhu cầu cần thiết của Serbia có một hệ thống tặng thưởng ghi nhận cho lòng dũng cảm chiến đấu và nhiệt thành phục vụ trong chiến tranh. Hệ thống cũ từ chiến tranh 1876-78 đã được đổi mới lại cho phù hợp.
Ngày 14 tháng 11 năm 1912, vua Petar I Karađorđević ra sắc lệnh lập nên Huân chương Dũng cảm gồm hạng Vàng và Bạc, để trao cho "lòng dũng cảm đã được thể hiện và chứng thực trên chiến trường". Việc thiết kế được giao cho nhà điêu khắc theo trường phái học viện nổi tiếng Đorđe Jovanović. Ý nghĩa huân chương giống với các tặng thưởng trao cho người Serb trong các cuộc chiến trước đó (1876-1878; 1885) và có khác biệt nghệ thuật giữa hạng Vàng và Bạc.

## Mô tả

### Huân chương Vàng
Huân chương Vàng có hình tròn đường kính 30 mm. Mặt trước huân chương là hình ảnh người phụ nữ nhìn sang trái, mặc giáp, đội mũ miện trang trí bằng vòng nguyệt quế, trên ngực là biểu tượng của Vương quốc Serbia - hình đại bàng hai đầu đội vương miện. Dọc theo mép huân chương là dòng chữ tiêu đề viết bằng chữ Kirin với ngôi sao năm cánh ở cuối. Bên dưới hình ảnh nhân vật này là tên viết tắt của tác giả Đorđe Jovanović và năm "1912". Mặt sau huân chương ghi chữ Kirin "за храстост" (cho cây sồi) trong vòng nhánh nguyệt quế (dài) và nhánh sồi (ngắn) gắn với hình tấm khiên quốc huy Serbia. Huân chương có lỗ để luồn dây ruy băng qua.

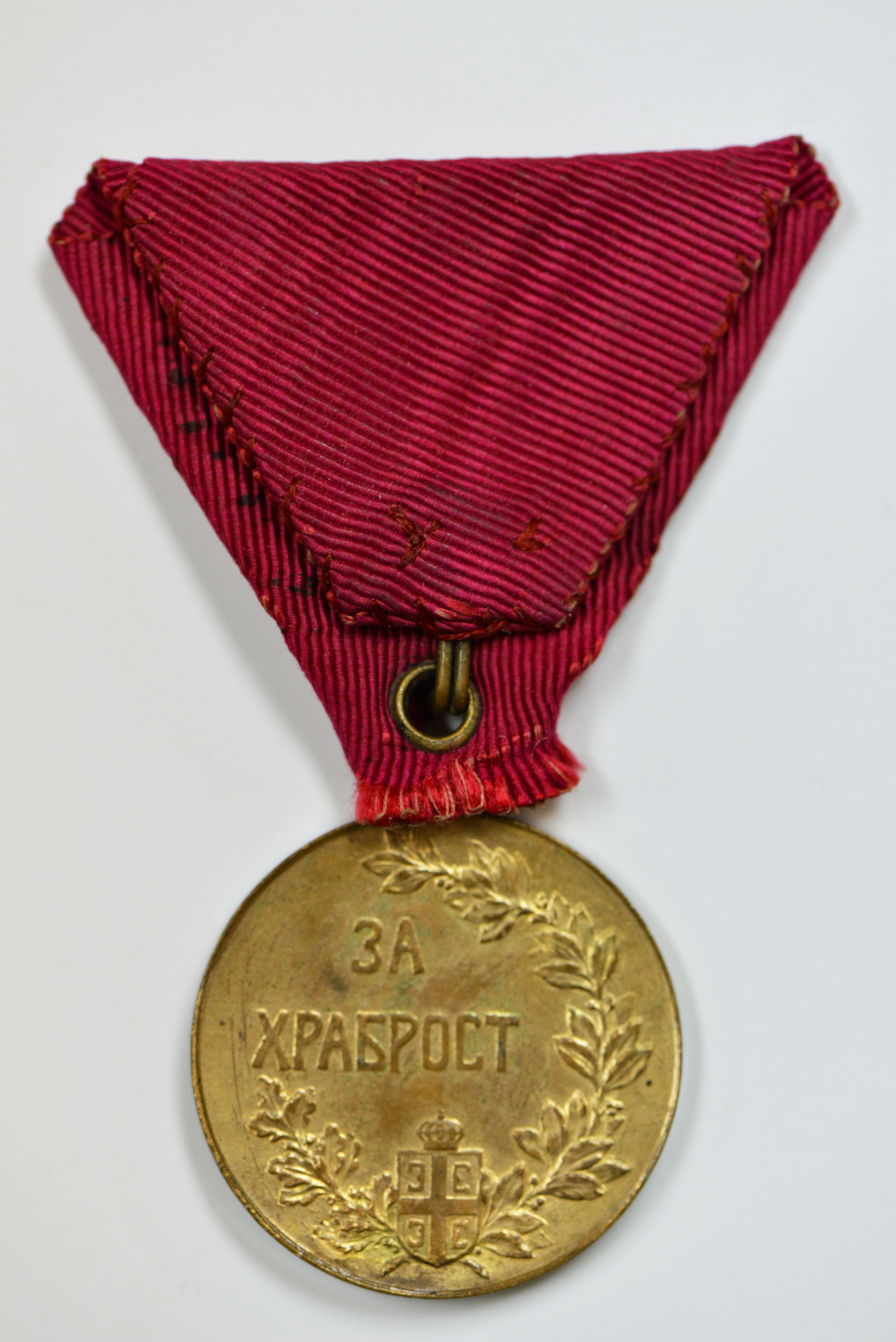
Mặt sau Huân chương Dũng cảm hạng Vàng (1912); Bộ sưu tập đồ trang trí tại Bảo tàng Vojvodina (danh mục kiểm kê số 308)

Hình tượng người phụ nữ trên huân chương là phúng dụ quốc gia cho Serbia. Nhà nghiên cứu Milovan Medenica cho rằng Jovanović tạo nên hình tượng này dựa trên hình ảnh và ký ức về nữ anh hùng người Serb Milica Stojadinović, nhưng các nhà nghiên cứu khác không đề cập đến chi tiết này. Huân chương Vàng mô phỏng kiểu mẫu Marianne nhìn nghiêng của Pháp chỉ khác rằng nhân vật nữ anh hùng người Serb thể hiện cho lòng dũng cảm. Medenica chỉ ra rằng cả Jovanović và vua Petar đều là những người sành sỏi về văn hóa, lịch sử và nghệ thuật Pháp; bản thân nhà vua cũng từng nhận được huân chương Pháp với mô típ hình người phụ nữ nhìn nghiêng (vua Petar nhận Bắc Đẩu Bội tinh khi tình nguyện tham gia Chiến tranh Pháp–Phổ).
Huân chương được đeo ở ngực trái, bằng dải băng moiré đỏ rộng 40 mm gấp thành hình tam giác quay đầu nhọn xuống dưới. Một số tác giả cho rằng huân chương được đúc từ hợp kim vàng còn sử gia nghệ thuật Radomir Stolica viết rằng huân chương Vàng làm bằng đồng mạ vàng. Nhà nghiên cứu Boris Prister khảo cứu mẫu vật tại Bảo tàng Lịch sử Croatia thì cho rằng chất liệu là bạc mạ vàng. Các nhà nghiên cứu về đồ trang trí Serbia Pavel Car và Tomislav Muhić chỉ ra hai biến thể huân chương Vàng: một loại bằng hợp kim đồng và vàng, còn loại thứ hai bằng đồng mạ vàng. Đồng thời mô tả cách mạ vàng của loại thứ hai không phải theo kiểu mạ truyền thống mà vàng và đồng đã được trộn với nhau. Car và Muhić khi nghiên cứu sâu hơn thấy rằng cả hai loại đều được đúc trong cùng một khuôn, chưa rõ tại đâu nhưng rất có thể là xưởng chế tác tại Viên. Nhà nghiên cứu Lazar cùng hai tác giả này cũng mô tả một biến thể huân chương Vàng khác có nhiều dị biệt với mẫu vật chính thức và cho rằng có thể đó chỉ là sản phẩm (mẫu) thử nghiệm. Huân chương thử nghiệm này bằng đồng mạ bạc, đúc từ khuôn khác với các chi tiết thô ráp hơn. Chúng có đường kính 30 mm, hình ảnh người phụ nữ ở mặt trước còn quốc huy Serbia ở mặt sau. Gerić đưa ra giả định đây là mẫu đề xuất không được chấp nhận hoặc mẫu chào hàng từ xưởng nào đó chưa rõ.
Hầu hết các tác giả đều xác định thời gian trao Huân chương Vàng 1912 này không dài, chỉ khoảng sáu tháng, nên số lượng thực tế tặng thưởng rất ít. Lý do là quan niệm phụ quyền không chấp nhận biểu tượng lòng dũng cảm người lính lại thể hiện qua hình ảnh phụ nữ, kiểu mẫu trang trí như vậy là không phù hợp. Sau đó, vào Chiến tranh Balkan lần thứ hai năm 1913, huân chương mới thay thế với khắc họa nam tính hơn bằng hình ảnh anh hùng huyền thoại người Serb Miloš Obilić dựa trên mẫu huân chương Montenegro sử dụng trong cuộc chiến này. Nhà nghiên cứu Miloš Žikić và Boris Tomanić cho rằng huân chương cũ vẫn tiếp tục được trao tặng sau thời điểm trên, song song với huân chương mới, tới tận Chiến tranh thế giới thứ nhất.
Từ khía cạnh thẩm mỹ, huân chương vàng có vẻ đẹp phi thường nguyên bản đặc trưng phong cách kinh viện của Đorđe Jovanović, dưới ảnh hưởng cách thức chế tác huân chương của Pháp. Dù có kiểu trang trí không thông dụng, huân chương Vàng là mẫu vật phổ biến trong các bộ sưu tập trang trí Serbia, có giá trị lớn trong giới sưu tập do vẻ đẹp và độ hiếm của nó.

Một số huân chương Pháp thế kỷ 19 với hình ảnh Marianne, hiện thân phụ nữ của quốc gia
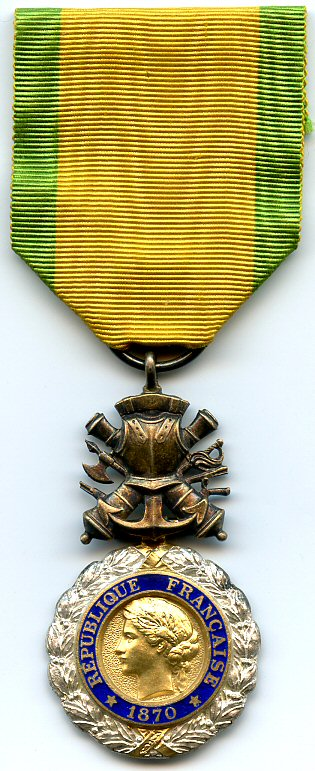
Huân chương Quân công được tổng thống Louis Napoléon trao tặng năm 1852 trước khi xưng hoàng đế.
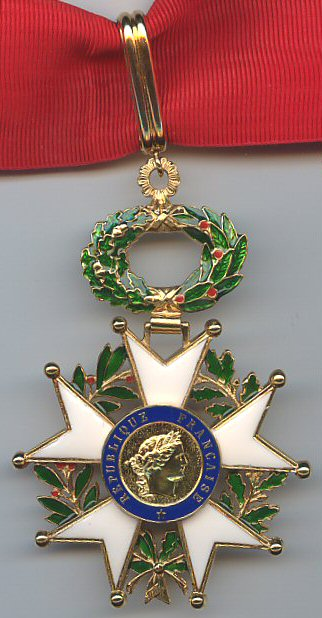
Bắc đẩu Bội tinh ra đời năm 1802 thời Napoléon Bonaparte.
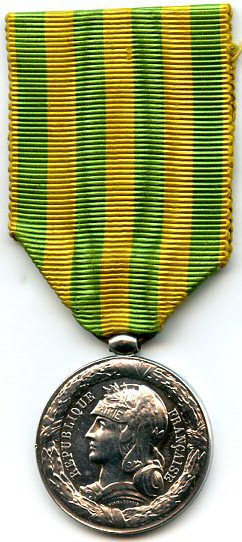
Huân chương viễn chinh Bắc Kỳ ra đời ngày 6 tháng 9 năm 1883.
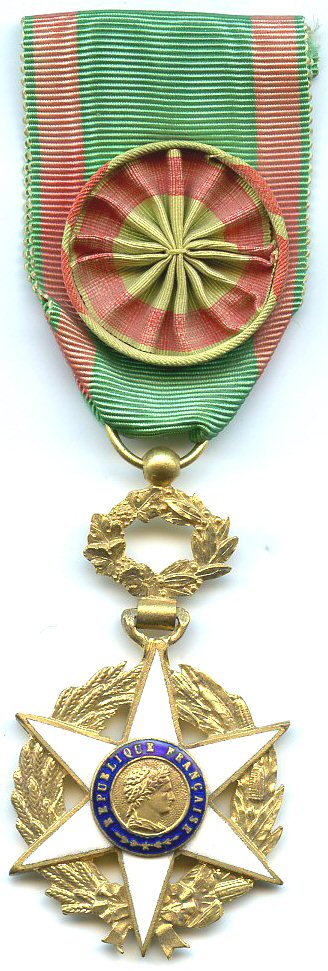
Huân chương Dịch vụ Nông nghiệp do Bộ trưởng Pháp Jules Mellen thành lập năm 1883.

### Huân chương Bạc
Huân chương Bạc cũng có hình tròn, đường kính 27 mm. Mặt trước thể hiện quốc huy Vương quốc Serbia: đại bàng hai đầu đang bay với khiên trên ngực in hình thập giá đặc trưng bốn điểm, và hai bông huệ dưới chân. Giống như huân chương Vàng, dưới con đại bàng là chữ ký tên viết tắt của Đorđe Jovanović và số năm "1912". Mặt sau giống hệt như huân chương Vàng: khẩu hiệu quốc gia được nửa vòng hoa nguyệt quế và cành sồi bao quanh, giao nhau trên tấm khiên quốc huy Serbia.
Huân chương được đúc từ hợp kim bạc, đeo trên ngực trái bằng dải ruy băng mang màu quốc kỳ Serbia, rộng 27 mm, dài gấp đôi, gấp theo hình tam giác. Cách gấp ruy băng này giống với các huân chương dũng cảm hạng Bạc được trao trong các cuộc chiến trước đó.
Từ khía cạnh nghệ thuật, các nhà nghiên cứu cho là huân chương Bạc trông có vẻ khiêm tốn giản dị và khá bình thường, mẫu mã cũng đơn giản so với với huân chương Vàng nhưng có phong cách tương xứng phù hợp. Một số tác giả cho rằng cả hai loại huân chương đều chỉ được trao trong vòng sáu tháng rồi không được sử dụng nữa, còn các nhà nghiên cứu Miloš Žikić và Boris Tomanić lại viết rằng cũng giống như hạng Vàng, huân chương Bạc tiếp tục được sử dụng đến sau cả Chiến tranh thế giới thứ nhất. Trên thị trường sưu tập, huân chương Bạc phổ biến hơn Vàng nên có giá trị thấp hơn.

## Giấy khen chứng nhận
Đi kèm với huân chương còn có các giấy khen chứng nhận do chỉ huy quân đội ký. Nếu cấp chỉ huy nhận được huân chương thì chính nhà vua đích thân ký trong tư cách tư lệnh tối cao.
Giấy khen đi kèm huân chương được in theo mẫu thiết kế của kiến trúc sư Milosav Stojadinović tại Xưởng Bản đồ của Cục Địa lý Bộ Tổng tham mưu. Các nhà nghiên cứu Mile Piletić, Pavel Car và Tomislav Muhić đánh giá những giấy khen này độc đáo và thú vị về hình thức. Giấy khen được in hình khải hoàn môn trang trí cùng các biểu tượng quốc gia và chiến tranh. Giấy khen của hai hạng không có sự khác biệt đáng kể.
Trên giấy khen, ngoài danh hiệu thông thường của vua - "Hoàng thượng Petar Đại đế bởi ơn Chúa và ý dân, Vua Serbia", còn thêm vào chức vụ thời chiến "tư lệnh quân đội tối cao". Dựa trên nội dung, Car và Muhić cho rằng huân chương chỉ được trao tặng vào ngày 1 tháng 7 năm 1913 sau khi chiến tranh kết thúc.

## Lịch sử lưu hành
Huân chương Dũng cảm được vua Petar tự quyết định trao tặng hoặc theo đề nghị của các tướng chỉ huy cấp sư đoàn hay Bộ trưởng Bộ Chiến tranh cho binh sĩ các cấp trong Quân đội Serbia thể hiện sự chiến đấu gan dạ cá nhân trong 1912-1913. Danh sách người nhận được lưu giữ tại Bộ Chiến tranh cũng là cơ quan chi trả và phân phát huân chương. Huân chương đã tặng thì không cần thu hồi, khi người nhận qua đời thì người thừa kế vẫn được giữ lại.
Theo sắc lệnh ngày 5 tháng 5 năm 1913, 312 binh sĩ và sĩ quan Quân đội Serbia đã được trao tặng Huân chương Dũng cảm hạng Vàng. Vì không ghi nhận tài liệu nào tương tự, Car và Muhić cho rằng đây không phải con số cuối cùng. Nhà nghiên cứu Miloš Žikić và Boris Tomanić khi tra cứu tài liệu lưu trữ trong Văn khố Nam Tư ở Beograd đưa ra kết luận Huân chương Dũng cảm 1912 cả hai hạng tiếp tục được trao song song với Huân chương Dũng cảm "Miloš Obilić" sau Chiến tranh Balkan lần thứ nhất, đến tận Chiến tranh thế giới thứ nhất.
Một số trung đoàn bộ binh và kỵ binh cũng được trao tặng Huân chương Dũng cảm hạng Vàng vì thành tích chiến đấu trong Chiến tranh Balkan lần thứ nhất. Nghị định ngày 24 tháng 5 năm 1913 ghi nhận trao tặng cho các trung đoàn bộ binh Quân đội Nhân dân có tên: Thái tử Alexandar, Vua Petar, Sa hoàng Lazar,, Sa hoàng Nicholas; và các trung đoàn kỵ binh Quân đội nhân dân "Đại công tước Konstantin Konstantinović", Danube và Šumadija. Năm 1987, nhà nghiên cứu Mile Piletić xác nhận chỉ còn kỳ hiệu của Trung đoàn Kỵ binh thuộc Sư đoàn Danube gắn huân chương, và giấy khen cho Trung đoàn Bộ binh; cả hai đều đang được lưu giữ tại Bảo tàng Quân sự Beograd.

## Thông tin khác
Huy chương Nhiệt huyết mới trao tặng trong Chiến tranh Balkan, bề ngoài giống hệt Huân chương Dũng cảm hạng Bạc năm 1912. Hoàn toàn không rõ tác giả huân chương này là ai, các nhà nghiên cứu thì cho rằng đó là Đorđe Jovanović hoặc Đorđe Čarapić.

### Sách
- Acović, Dragomir (2013), Slava i čast: odlikovanja među Srbima: Srbi među odlikovanjima [Vinh quang và danh dự: đồ trang trí người Serb: người Serb trong đồ trang trí] (bằng tiếng Serbia), Beograd: Službeni glasnik, ISBN 978-86-519-1750-2
- —— (2019), Šest vekova odlikovanja među Srbima [Sáu thế kỷ đồ trang trí người Serb] (bằng tiếng Serbia), Beograd: Politika
- Car, Pavel; Muhić, Tomislav (2009), Odlikovanja Srbije i Jugoslavije: od 1859. do 1941. [Đồ trang trí Serbia và Nam Tư: từ 1859 đến 1941] (bằng tiếng Serbia), Wien: Militaria, ISBN 9783902526281
- Dimitrijević, Vukadin (1998), Odlikovanja i vojne oznake Srbije i Jugoslavije [Đồ trang trí và quân hiệu Serbia và Nam Tư] (bằng tiếng Serbia), Niš: Udruženje građana "Stari Niš": Numizmatičko društvo "Medijana": Klub vojske Jugoslavije
- Filipović, Mirjana; Popović, Marko (1979), Ordenje i medalje Srbije i Crne Gore: zbirka Marka Popovića [Huân huy chương Serbia và Montenegro: bộ sưu tập Marko Popović] (bằng tiếng Serbia), Beograd: Muzej grada Beograda, Manakova kuća
- Gaj-Popović, Dobrila; Subotić, Irina (1981), Medalje i plakete: Medalje i plakete iz zbirke Narodnog muzeja i dela savremenih skulptora [Huân chương và bản hiệu: huân chương và bản hiệu từ bộ sưu tập Bảo tàng Quốc gia và tác phẩm của những nhà điêu khắc đương đại] (bằng tiếng Serbia), Beograd: Narodni muzej: Srpsko numizmatičko društvo
- Jovanović, Miodrag (2005), Đoka Jovanović: [1861-1953] (bằng tiếng Serbia), Novi Sad: Galerija Matice srpske
- —— (2008), Vajar Đoka Jovanović (1861-1953), Galerija Srpske akademije nauka i umetnosti (bằng tiếng Serbia), Beograd: SANU, ISBN 9788670254633
- Jovanović Češka, Tijana (2018), Đorđe J. Čarapić - Georg J. Fusek: život i delo: 1876-1941 [Đorđe J. Čarapić - Georg J. Fusek: cuộc đời và tác phẩm: 1876-1941] (bằng tiếng Serbia), Beograd: Istorijski muzej Srbije
- Lazarević, Petar (192X), "Medalja za hrabrost" [Huân chương Dũng cảm], Narodna enciklopedija srpsko-hrvatsko-slovenačka. Knj. 2, I-M / St. [Stanoje] Stanojević [Bách khoa toàn thư quốc gia người Serb-Croat-Sloven] (bằng tiếng Serbo-Croatia), quyển 2, I–M, Zagreb: Bibliografski zavod
- Milivojević, Stanojka (2016), Blago iz depoa Narodnog muzeja: povodom 70 godina rada: 1946-2016 [Bảo vật từ kho Bảo tàng Quốc gia: nhân 70 năm thành lập: 1946-2016] (PDF) (bằng tiếng Serbia), Užice: Narodni muzej "Užice", ISBN 978-86-84859-87-9
- Nikolić, Desanka (1971), Naša odlikovanja do 1941: iz kolekcije Vojnog muzeja u Beogradu [Đồ trang trí của chúng ta cho đến năm 1941: từ bộ sưu tập của Bảo tàng Quân đội ở Beograd] (bằng tiếng Serbia), Beograd: Vojni muzej
- Piletić, Milana (1987), Odlikovanja jugoslovenskih naroda XIX i prve polovine XX veka (do 1941) iz zbirke Vojnog muzeja u Beogradu [Đồ trang trí các dân tộc Nam Tư trong thế kỷ 19 và nửa đầu thế kỷ 20 (đến năm 1941) từ bộ sưu tập của Bảo tàng Quân đội Beograd] (bằng tiếng Anh), Beograd: Vojni muzej
- Prister, Boris (1984), Odlikovanja, Katalog muzejskih zbirki XXI [Đồ trang trí, danh mục Bộ sưu tập Bảo tàng XXI] (bằng tiếng Serbo-Croatia), Zagreb: Povijesni muzej Hrvatske
- —— (2000), Odlikovanja iz zbirke dr. Veljka Malinara: Odlikovanja Crne Gore, Srbije, Kraljevine SHS (Kraljevine Jugoslavije) i Socijalističke Jugoslavije. Dio 3 [Đồ trang trí từ bộ sưu tập của Dr. Veljko Malinar: Đồ trang trí Montenegro, Serbia thời Vương quốc của người Serb, người Croat và người Slovenes (Vương quốc Nam Tư) và Nam Tư xã hội chủ nghĩa. Phần 3] (bằng tiếng Serbo-Croatia), Zagreb: Hrvatski povijesni muzej, ISBN 9789536046201
- Romanoff, Dimitri (1996), The Orders, Medals and History of the Kingdoms of Serbia and Yugoslavia [Huân huy chương và lịch sử vương quốc Serbia và Nam Tư] (bằng tiếng Anh), Balkan Heritage, ISBN 9788798126737
- Todorović, Nada (1964), Jugoslovenske i inostrane medalje [Huân chương Nam Tư và ngoại quốc] (bằng tiếng Serbia), Beograd: Narodni muzej
- Švajncer, Janez (1978), Odlikovanja in znaki na Slovenskem [Đồ trang trí và phù hiệu Slovenia] (bằng tiếng Slovenia), Maribor: Pokrajinski muzej Maribor

### Tạp chí
- Beštak, Branko (1973). "Medalja za hrabrost" [Huân chương dũng cảm]. Numizmatičke vijesti (bằng tiếng Serbo-Croatia). số 31. Zagreb: Hrvatsko numizmatičko društvo. tr. 54—57.
- Gerić, Lazar (1997). "Medalje za hrabrost Kraljevine Srbije" [Huân chương Dũng cảm Vương quốc Serbia] (PDF). Dinar: numizmatički časopis (bằng tiếng Serbia). số 7. Beograd: Srpsko numizmatičko društvo. tr. 47-48.
- —— (1998). "Medalje za hrabrost Kraljevine Srbije (3)" [Huân chương Dũng cảm Vương quốc Serbia (3)]. Dinar: numizmatički časopis (bằng tiếng Serbia). số 9. Beograd: Srpsko numizmatičko društvo. tr. 49-50.
- Žikić, Miloš; Tomanić, Boris (2018). "Britanska odlikovanja srpskoj vojsci za zasluge u Prvom svetskom ratu - tri dokumenta" [Huân huy chương Anh tặng thưởng quân đội Serbia cho công lao trong Thế chiến I - ba tài liệu]. Arhiv: časopis Arhiva Jugoslavije (bằng tiếng Serbia). Quyển XIX số 1–2. Beograd: Arhiv Jugoslavije. tr. 158—190.
- Medenica, Milovan R. (1997). "Zlatna i srebrna medalja za hrabrost (1912)" [Huân chương Dũng cảm hạng Vàng và Bạc (1912)]. Dinar: numizmatički časopis (bằng tiếng Serbia). số 4. Beograd: Srpsko numizmatičko društvo. tr. 34-35.
- Stolica, Radomir (1975). "Medalje za hrabrost iz 1912. godine" [Huân chương Dũng cảm năm 1912]. Kolekcionari: Jugoslovenski informativni časopis za filateliju i numizmatiku (bằng tiếng Serbia). số 4. Beograd: Jugoslavika moderna. tr. 53—54.
- —— (2003). "Znak 14. pešadijskog Olonjeckog puka srpskog kralja Petra I" [Biểu tượng của Trung đoàn bộ binh Olonje số 14 của vua Serbia Petar I] (PDF). Dinar: numizmatički časopis (bằng tiếng Serbia). số 21. Beograd: Srpsko numizmatičko društvo. tr. 48–49.
- —— (2003a). "Medalja za revnosnu službu: ili najstarija srpska odlikovanja dodeljivana pripadnicima vojske i licima građanskog i duhovnog reda" [Huân chương nhiệt huyết: hoặc đồ trang trí cổ nhất của Serbia được trao cho quân nhân, dân sự hoặc dòng tinh thần]. Orden: faleristički časopis Srpskog numizmatičkog društva Beograd (bằng tiếng Serbia). số 3. Beograd: [Srpsko numizmatičko društvo], (Beograd: Pangraf). tr. 24—27.
- Todorović, Nada (1979). "Medaljerski radovi Đorđa Jovanovića u zbirkama Narodnog muzeja u Beogradu i Srpske akademije nauka i umetnosti" [Các tác phẩm huân chương của Đorđe Jovanović trong bộ sưu tập của Bảo tàng Quốc gia Beograd và Viện Khoa học Nghệ thuật Serbia]. Numizmatičke vijesti (bằng tiếng Serbo-Croatia). số 33. Zagreb: Hrvatsko numizmatičko društvo. tr. 49—57.